# Glaslandet
Glaslandet (danska: Landet af glas) är en dansk ungdomsfilm från 2018 i regi och manus av Marie Dalsgaard Rønn och Jeppe Vig Find.

## Handling
Jas är ensam hemma medan hans pappa, som är lastbilschaufför, är på en annan resa. En dag hittar han tjejen Neia och en gammal dam Alva som gömmer sig i ladan där han bor. De är inte helt vanliga. Det visar sig att de är tomtar och att de helt klart är på flykt från någon. Jas samlar allt sitt mod och bestämmer sig för att hjälpa dem.

## Rollista
- Albert Rudbeck Lindhardt – Jas
- Flora Ofelia Hoffmann Lindahl – Neia
- Arien Alexander Takiar – Isak
- Vigga Bro – Alva
- Adam Brix – Noel
- Esben Dalsgaard Andersen – Lars
- Signe Egholm Olsen – KD
- Mads Riisom – Kim
- Rubina Takiar – Rubina
- Signe Hagedorn Henningsen – lärare
- Thomas Kann Jensen – Henning
- Amal Takiar – Isaks lillasyster
- Egil Dennerline – turist
- Lars Bo Jørgensen – vakt
- Jeppe Vig Find – TV-gris
- Marie Dalsgaard Rønn – TV-gris
- Sofus Fisker – Jas som barn
- Maja Hechmann Find – Jas mor
- Ole Blegvad – nyhetsuppläsare
- Sara Bro – radiotalare